# 稜頭硬皮鰕虎
稜頭硬皮鰕虎（学名：Callogobius sclateri），又名美鰕虎魚、甘仔魚、狗甘仔、稜頭鯊、太平洋稜頭鯊 ，为輻鰭魚綱鱸形目鰕虎亞目鰕虎科硬皮鰕虎魚屬下的一个种，為熱帶海水魚，分布於印度太平洋區，從東非至社會群島，北起日本南部，南迄澳洲昆士蘭、馬里亞納群島、馬紹爾群島海域，棲息深度1-35公尺，本魚體淡褐色、白色，具有數條深褐色的寬橫帶，尾鰭有深色的波浪狀斑紋，背鰭硬棘7枚;背鰭軟條9枚;臀鰭硬棘1枚;臀鰭軟條7枚，體長可達5公分，棲息在礁石區裂縫及洞穴，生活習性不明。